# Micugu Nomura
Micugu Nomura (japonsko 野村 貢), japonski nogometaš, * 21. november 1956.
Za japonsko reprezentanco je odigral 12 uradnih tekem.